# Adoretus patrizii
Adoretus patrizii är en skalbaggsart som beskrevs av Gridelli 1939. Adoretus patrizii ingår i släktet Adoretus och familjen Rutelidae. Inga underarter finns listade i Catalogue of Life.